# Hermann Schüling (Politiker, 1897)
Hermann Heinrich Aloys Schüling (* 1. Juni 1897 in Rhede; † 14. August 1977 in Münster) war ein deutscher Verwaltungsjurist und Regierungspräsident (Zentrum).

## Herkunft und Leben
Schüling war der Sohn des Gastwirts Theodor Schüling und dessen Ehefrau Catharina geborene van der Beck. Er war katholisch und heiratete am 25. Mai 1925 Maria geborene Hoeck (* 9. Mai 1901 in Rhede; † 14. März 1979 in Münster).
Er besuchte 1903 bis 1907 die Volksschule in Rhede und dann das St.-Georg-Gymnasium in Bocholt, das Dominikaner-Kloster in Venlo und die Benediktiner-Schule in Merkelbeek. Im Frühjahr 1915 legte er am Gymnasium Paulinum das Abitur ab. Er studierte anschließend bis zum 1. Dezember 1915 Rechts- und Staatswissenschaften in Münster. Danach leistete er Kriegsdienst im Ersten Weltkrieg. Am 7. Januar 1919 wurde er entlassen und nahm im Februar 1919 seine Studien wieder auf. Er studierte in Münster, Berlin und Freiburg und wurde am 2. Januar 1921 in Freiburg zum Dr. rer. pol. promoviert. Seit dem Studium in Freiburg war Mitglied der katholischen Studentenverbindung KStV Rheno-Palatia Freiburg im KV.  Im Mai 1922 legte er das erste und im Mai 1925 das zweite Staatsexamen ab.
Am 4. Juni 1925 wurde er Regierungsassessor am Landratsamt des Landkreises Allenstein, 1926 bis 1928 arbeitete er bei der Regierung Köln und danach beim Polizeipräsidium Berlin, wo er am 15. November 1929 zum Regierungsrat befördert wurde. Am 28. Oktober 1931 wurde er vertretungsweise als Verwalter des Landratsamtes des Landkreises Westerburg versetzt, am 22. Januar 1932 wurde er kommissarisch und am 18. März 1932 definitiv Landrat des Kreises. Nach der Machtergreifung der Nationalsozialisten wurde er am 6. April 1933 in den einstweiligen Ruhestand versetzt und am 30. September 1933 ohne Pension entlassen. In der Zeit des Nationalsozialismus lebte er als selbstständiger Kaufmann vom Verkauf von Weinen, Spirituosen und Tabakwaren.
Nach dem Zweiten Weltkrieg wurde er am 20. August 1945 kommissarisch zum Landrat des Landkreises Ahrweiler ernannt. Am 1. Oktober 1945 erhielt er seine endgültige Ernennung. 1947 wurde er erster Präsident des Landkreistages Rheinland-Pfalz. Am 20. September 1950 wurde er Vizeregierungspräsident in Mainz. Am 1. September 1952 wurde er mit der Wahrnehmung der Geschäfte des Regierungspräsidenten im Regierungsbezirk Montabaur beauftragt und am 1. April 1954 definitiv zum Regierungspräsidenten ernannt. Am 31. Mai 1962 trat er in den Ruhestand. Im Juni 1962 zog er nach Münster.
Er nahm nach 1945 viele Ehrenämter wahr. 1962 wurde er mit dem Großen Verdienstkreuz am Bande ausgezeichnet.